# 菊池市立菊池南中学校
菊池市立菊池南中学校（きくちしりつ きくちみなみちゅうがっこう）は、熊本県菊池市隈府にある公立中学校。通称は「なんちゅう」。市外の者はしばしば「きくなん」と呼ぶ。

## 沿革
- 1949年（昭和24年）4月 - 河原村外三ヵ村組合立菊池中学校、水源村立水源中学校創立
- 1956年（昭和31年）9月1日 - 菊池町立菊池中学校、菊池町立水源中学校と改称
- 1958年（昭和33年）8月1日 - 菊池市立菊池中学校、菊池市立水源中学校と改称
- 1968年（昭和43年）4月 - 統合し菊池市立菊池南中学校となる

## 歴代校長
（）内は前職。
- 2023～　久保敦嗣　（菊池市教委教育審議員）

## クラブ活動

### 運動部
- 野球部
- 女子ソフトボール部
- 陸上競技部
- 水泳部
- 剣道部
- バドミントン部
- ソフトテニス部
- バレーボール部
- バスケットボール部

### 文化部
- 合唱部
- 吹奏楽部
- 美術部

## 進学前小学校
- 菊池市立隈府小学校
- 菊池市立戸崎小学校
- 菊池市立花房小学校
- 菊池市立菊之池小学校

## 著名な卒業生
- 江里口匡史 - 陸上競技選手
- ゆめっち - お笑い芸人（3時のヒロイン）
- 百﨑蒼生 -プロ野球選手
- 荒尾怜音 -バレーボール選手（ヴォレアス北海道）

## 学校周辺
- 国道387号
- 国道325号
- 熊本県道23号菊池赤水線
- 菊池市立隈府小学校
- ファミリーマート 菊池隈府店

座標: 北緯32度58分39.698秒 東経130度48分40.802秒